# Synchroa tenuipennis
Synchroa tenuipennis is een keversoort uit de familie Synchroidae. De wetenschappelijke naam van de soort is voor het eerst geldig gepubliceerd in 1898 door Fairmaire.